# Westhausen (bei Hildburghausen)

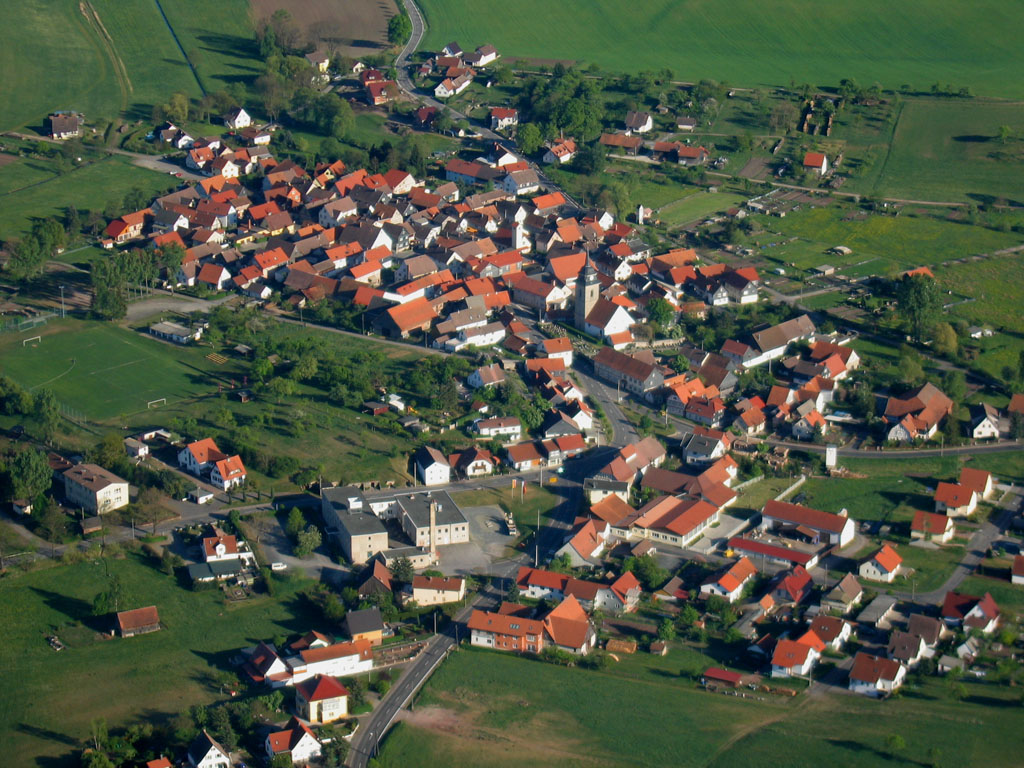
Blick über Westhausen

Westhausen ist eine Gemeinde des Heldburger Landes im Landkreis Hildburghausen im fränkischen  Süden des Freistaats Thüringen. Sie gehört der Verwaltungsgemeinschaft Heldburger Unterland an. Der Verwaltungssitz ist in der Stadt Heldburg. Zur Gemeinde gehört der Ortsteil Haubinda.

## Geografie

### Geografische Lage
Westhausen liegt 330 m über dem Meeresspiegel in einem von der Natur geschaffenen, breiten und flach auslaufenden Tal mit hügeligem Landschaftsbild. Am Ortsrand vereinen sich drei Quellbäche zur Westhäuser Kreck.

### Gemeindegliederung
Die Gemeinde Westhausen besteht aus den Ortsteilen Westhausen und Haubinda, einem ehemaligen Rittergut.

## Klima
Das Klima der Gegend ist mild. Im Norden schützt der Thüringer Wald und im Westen die Rhön vor kaltem Nordwind.

## Geschichte
Die Gemeinde Westhausen, ein fränkisches Haufendorf, wurde 776 schon zu Zeiten Karls des Großen erstmals erwähnt. Damit ist sie die älteste Gemeinde im Heldburger Land und im Landkreis Hildburghausen. Der Ortsteil Haubinda wird 1317 als Heuwinden erstmals genannt. Der Kirchhof war einst mit Gaden (auch Kemenaten genannt) und doppelter Mauer versehen und diente dem Schutz der Bewohner, wenn sie sich in Krisenzeiten auf den Kirchhof zurückziehen mussten.

## Einwohnerentwicklung
| 1994 bis 2000 - 1994: 627 - 1995: 633 - 1996: 645 - 1997: 638 - 1998: 609 - 1999: 605 - 2000: 614 | 2001 bis 2007 - 2001: 611 - 2002: 596 - 2003: 588 - 2004: 595 - 2005: 592 - 2006: 582 - 2007: 602 | 2008 bis 2014 - 2008: 613 - 2009: 611 - 2010: 602 - 2011: 722 - 2012: 722 - 2013: 714 - 2014: 706 | 2015 bis 2021 - 2015: 709 - 2016: 719 - 2017: 711 - 2018: 709 - 2019: 703 - 2020: 689 - 2021: 696 | ab 2022 - 2022: 679 |

 Datenquelle ab 1994: Thüringer Landesamt für Statistik

## Politik
Bürgermeister ist Ulf Neundorf.

### Gemeinderat
Der Gemeinderat in Westhausen besteht aus acht Ratsmitgliedern:
- BIW 6 Sitze
- Die Linke 2 Sitze

(Stand: Kommunalwahl am 25. Mai 2014)

## Bildung

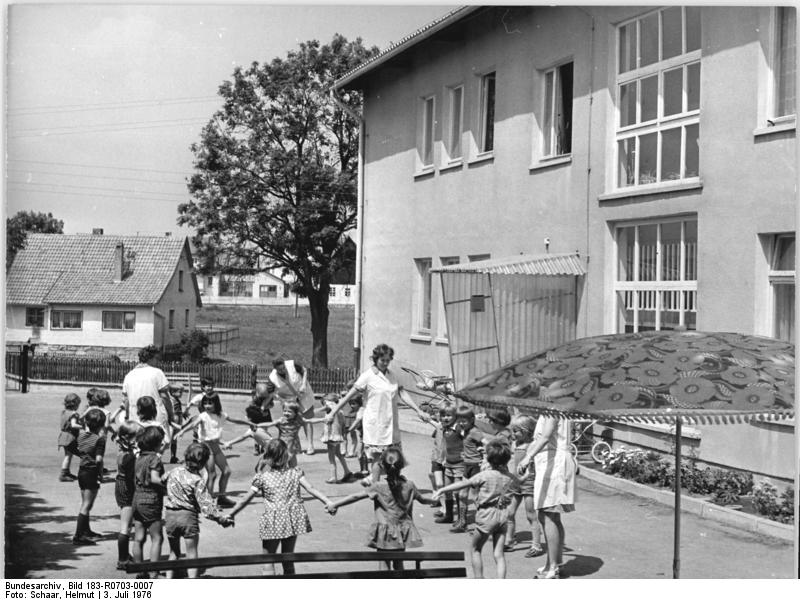
Kindergarten Westhausen, 1976

Im Ortsteil Haubinda gibt es die 1901 von dem Reformpädagogen Hermann Lietz gegründete und nach ihm benannte Hermann-Lietz-Schule, ein reformpädagogisches Landerziehungsheim mit einer Grund- und einer Regel-, sowie einer Fachoberschule. Bildungsgänge zum Hauptschulabschluss, Qualifizierenden Hauptschulabschluss, Realschulabschluss und zur Fachhochschulreife werden angeboten.

## Kultur und Sehenswürdigkeiten

### Chöre und Kapellen
In Westhausen existieren der Gesangsverein Erholung von 1908 und die Blaskapelle Westhausen.

### Vereine
Zur sportlichen Ertüchtigung steht im Ort der Sportverein SV 08 Westhausen mit den Abteilungen Fußball, Tischtennis und Nordic Walking zur Verfügung. Der Kleintierzuchtverein Westhausen und Umgebung e. V. wurde 1972 gegründet. Der Aero-Club Südthüringen aus dem Jahr 1998 hat seinen Sitz in Westhausen.

### Bauwerke
Die heute evangelische Kirche St. Kilian wurde 1466 als katholische Kirche im spätgotischen Stil erbaut. Das Alte Schulgebäude in Westhausen stammt aus dem Jahr 1895. Das Schulgebäude der Hermann-Lietz-Schule Haubinda wurde um 1900 erbaut.

### Regelmäßige Veranstaltungen
Die Kirmes (Kirchweih) findet alljährlich im Juni, das Backhausfest im August statt.

### Naturdenkmäler
- Krumme Eiche mit einem Brusthöhenumfang von 6,05 m (2016).[3]

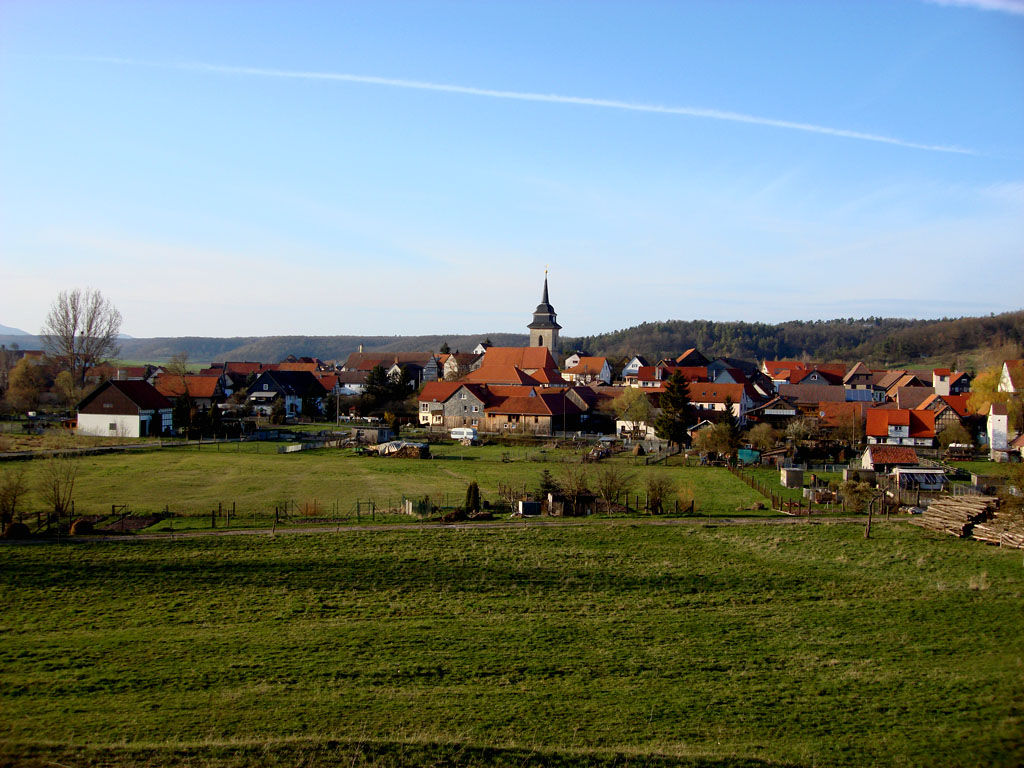
Westhausen aus dem Süden
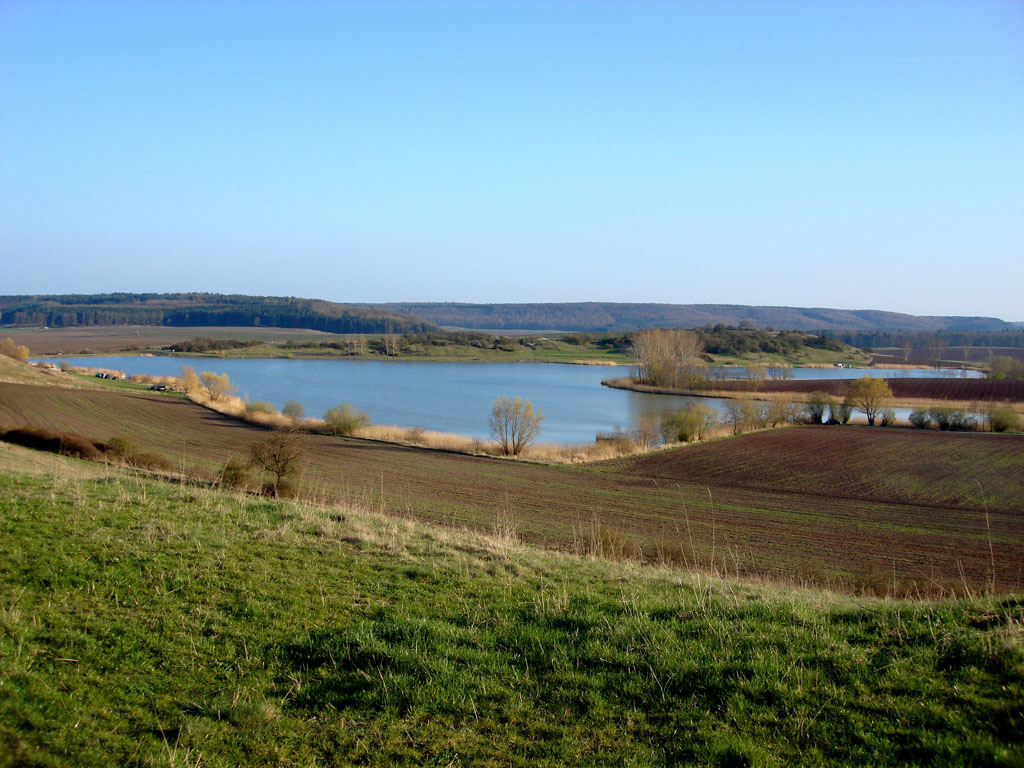
Stausee Westhausen